# The Crack
The Crack è l'album di debutto del gruppo musicale britannico The Ruts. I brani più conosciuti di questo album sono Babylon's Burning e Something That I Said.

## Formazione
- Malcom Owen - voce
- Paul Fox - chitarra
- John Jennings - basso
- Dave Ruffy - batteria

## Tracce
1. Babylon's Burning – 2:35
2. Dope for Guns – 2:11
3. S.U.S. – 3:49
4. Something That I Said – 3:53
5. You're Just A… – 2:55
6. It Was Cold – 6:48
7. Savage Circle – 3:05
8. Jah War – 6:55
9. Criminal Mind – 1:34
10. Backbiter – 3:02
11. Out of Order – 1:50
12. Human Punk (live) – 4:34

Tracce bonus
1. Give Youth a Chance (B-side di "Something That I Said") – 3:07
2. I Ain't Sofisticated (B-side di "Jah War") – 2:16
3. The Crack (B-side di "West One (Shine On Me)") – 5:49